# Vanderbilt (Texas)
Vanderbilt es un lugar designado por el censo ubicado en el condado de Jackson en el estado estadounidense de Texas. En el Censo de 2010 tenía una población de 395 habitantes y una densidad poblacional de 80,02 personas por km².

## Geografía
Vanderbilt se encuentra ubicado en las coordenadas 28°49′15″N 96°36′35″O / 28.82083, -96.60972. Según la Oficina del Censo de los Estados Unidos, Vanderbilt tiene una superficie total de 4.94 km², de la cual 4.94 km² corresponden a tierra firme y (0%) 0 km² es agua.

## Demografía
Según el censo de 2010, había 395 personas residiendo en Vanderbilt. La densidad de población era de 80,02 hab./km². De los 395 habitantes, Vanderbilt estaba compuesto por el 83.04% blancos, el 6.58% eran afroamericanos, el 0.25% eran amerindios, el 0% eran asiáticos, el 0% eran isleños del Pacífico, el 7.34% eran de otras razas y el 2.78% pertenecían a dos o más razas. Del total de la población el 40.51% eran hispanos o latinos de cualquier raza.